# Gestion de classe
La gestion de classe (gestion de la classe) se définit comme « l'ensemble des actes réfléchis, séquentiels et simultanés qu'effectuent les enseignants pour établir et maintenir un bon climat de travail et un environnement favorables à l'apprentissage ». C’est « tout ce qui préside à la planification et à l’organisation des situations d’enseignement-apprentissage » (Thérèse Nault). C’est « l’ensemble des actions (éclaircir, contrôler, stimuler, respecter) par lesquels l’enseignant aménage l’environnement éducatif ».
« Gestion vient du latin gerere : ‘exécuter, accomplir’, au départ pour le compte d’autrui. La ‘gestion de classe’ correspond à l’analyse réfléchie du savoir pratique mis en œuvre quotidiennement pour ‘faire’ la classe. »  Dans une classe, chaque action que l'enseignant pose a des répercussions positives ou négatives sur le climat de classe et sur les élèves.
Il faut distinguer la gestion de classe de la conduite de classe, de la préparation de classe, de la discipline en classe. 
Exemples de gestion de classe : passer les consignes de travail, varier les situations pédagogiques, repérer les meilleurs types de regroupement, répondre aux attentes des élèves, observer les pertes de temps réel d’apprentissage.

## Les modèles de gestion de classe
Dans le cadre de la pédagogie traditionnelle, Comenius, dans sa Grande didactique (1657), donne le premier système pédagogique moderne. Il règle l’emploi du temps (deux heures le matin pour la culture, deux heures l’après-midi pour les exercices manuels et oraux), il recommande l’enseignement par la pratique (l’élève apprend « à parler en parlant, à écrire en écrivant, à raisonner en raisonnant »), les modèles sensibles (objets, images, illustrations) (chap. XIX), il divise sa classe qui compte une centaine d’élèves en équipes équilibrées et mues par un esprit d’émulation et de collaboration (chap. XIX), il enseigne par progression synthétique (il va « du général au particulier, du facile au plus difficile ») (chap. XVII), il vise le nécessaire (« pour chaque chose la juste explication, le juste but, les justes moyens qui permettent l’accomplissement »), il n’impose rien.
Dans le cadre de la pédagogie active beaucoup a été fait, concrètement et théoriquement par Célestin Freinet. Il s’agit, en développant les intérêts dynamiques et constructifs des élèves, d’une part d’organiser le travail en ateliers spécialisés, d’autre part de veiller au matériel, à l’aménagement intérieur. Diverses techniques interviennent : classe-promenade (1922), coopérative scolaire (1924), imprimerie à l’école (1924), dessin libre (1931), production d’une bibliothèque de travail (1932), autocontrôle par fiches correctrices (1932), expérience tâtonnée (1943), etc.
Thérèse Nault (L’enseignant et la gestion de classe, 1994, 1998 ; La gestion de classe, une compétence à développer) propose un modèle de gestion de classe qui repose sur trois éléments : la planification des situations pédagogiques, l'organisation en salle de classe et le contrôle durant l'action. 

## Le B.O.E.N.
Le Bulletin Officiel du Ministère de l’Éducation définit ainsi la gestion de la classe pour l’enseignement primaire (BOEN n° 43 du 24.11.1994 : « Référentiel des compétences professionnelles du professeur des écoles en formation initiale ») 
« Gestion de la classe et de la diversité des élèves :
Attaché à la réussite de tous les élèves, quels que soient leurs atouts et leurs difficultés, le professeur stagiaire devra être sensible à la diversité des élèves, de telle sorte qu’il puisse :
Dans sa classe :
- gérer des modalités pédagogiques différentes en fonction de la diversité des tâches et des formes de travail,
- tirer parti de la diversité des goûts et des cultures, des aptitudes et des rythmes d’apprentissage des élèves,
- varier les situations d’apprentissage (magistrales, individualisées, interactives) pour atteindre un même objectif,
- utiliser successivement ou simultanément différents supports et différentes modalités de travail des élèves au sein de la classe (travail collectif, individualisé ou en groupe).

Dans l’école :
- rechercher des modalités de travail en équipe qui lui permettront de comprendre les enjeux d’un projet de cycle et d’un projet d’école,
- repérer les différentes formes de regroupement possibles des élèves de plusieurs classes d’une école, en liaison avec l’équipe de maîtres,
- travailler en collaboration avec les enseignants de structures spécialisées pour prendre en compte les élèves en difficulté et les élèves handicapés intégrés dans les classes. »